# Josef Smolík
Josef Smolík (Jičín, 27 marzo 1922 – Praga, 4 febbraio 2009) è stato un teologo, pastore e professore universitario ceco della Chiesa evangelica dei fratelli ciechi.
Fu docente presso la Facoltà teologica protestante hussita "Comenius" di Praga e decano dell'Università Carolina.

## Biografia
Dopo aver frequentato le scuole primarie e secondarie, Smolik ottenne l'ammissione all'università e studiò teologia protestante in corsi di seminario clandestini durante la Seconda guerra mondiale. Lavorò quindi come diacono parrocchiale presso la Chiesa evangelica dei fratelli cechi a Rokycany, poi come vicario a Pardubice e a Praga, dopodiché compì un anno di studi presso l'Union Theological Seminary di New York. Nel 1949 fu eletto pastore della congregazione protestante di Pardubice. Dal 1962 al 1966 fu pastore della Chiesa evangelica Salvator di Praga. Nel 1950 ottenne l'abilitazione all'insegnamento universitario e divenne docente di teologia pratica presso la Facoltà di teologia protestante hussita di Praga. Nel 1966 fu nominato professore e tenne lezioni e seminari presso la Facoltà di teologia protestante di Praga, ora chiamata Facoltà Comenius. Nel 1980/81 fu professore ospite dell'Università di Erlangen. Dopo il suo ritorno, lavorò a Praga fino al suo pensionamento nel 2003. Dal 1978 in poi, fu decano di questa facoltà per cinque mandati. Fu rieletto nel 1990, quando si spese per la reintegrazione di questa facoltà nell'Università Carolina.
Fu rappresentato in organizzazioni e comitati ecumenici, nel Comitato centrale del Consiglio Mondiale delle Chiese di Ginevra, nella sua Commissione "fede e ordine" e come presidente di lunga data dell'Unità dei Fratelli di Costanza. Si impegnò anche nella corrispondenza con gli studenti, come riporta il Seminario dei predicatori riformati di Wuppertal nel suo sito web. Smolík fu membro della Conferenza cristiana per la pace e fu eletto nei comitati di lavoro di quest'ultima durante le assemblee per la pace di tutti i cristiani da essa convocate.
Dopo la sua morte, lui e il lavoro della sua vita furono commemorati con un servizio funebre nella Chiesa protestante Salvator di Praga.

## Onorificenze
- 1984: dottorato onorario presso la Facoltà di Teologia di Bratislava;
- 1987: dottorato honoris causa della Facoltà di Teologia di Budapest.

## Scritti (selezione)
- Die Christenheit im Gespräch mit dem Atheismus. In: Kirchenblatt für die reformierte Schweiz 122, Basel 1966, S. 37–39.
- Die prophetische Aufgabe der Kirche. Reich, Hamburg 1971.
- Die homiletisch-systematische Analyse der exegetischen und meditativen Methoden. In: Theologische Literaturzeitung 102 (1977), Sp. 705–714 (copia digitalizzata).
- Erbe im heute. Gesammelte Aufsätze zur Kirchengeschichte, Praktischen Theologie und Ökumenik. Evangelische Verlagsanstalt, Berlin 1982.
- Josef L. Hromádka. Život a dílo. Praha, Ekumenická rada církví v ČR v Evangelickém naklad. 1991.
- Die christliche Identität in Mitteleuropa. In: Kirchliche Zeitgeschichte 8 (1995), S. 90–98.
- Josef L. Hromádka und die Prager Friedenskonferenz. In: Reinhard Scheerer (Hrsg.): Hoffnung lässt nicht zuschanden werden.  Frankfurt/Main 1995, S. 88–102.
- Hus in Mähren; Hus und die Böhmischen Brüder. In: Jan Hus – Zwischen Zeiten, Völkern, Konfessionen. Vorträge des internationalen Symposions in Bayreuth vom 22. bis 26. September 1993. Hrsg. von Ferdinand Seibt u. a. R. Oldenbourg Verlag, München 1997, ISBN 978-3-486-56149-4, S. 253–261; 307–312.
- Die Kirchen in der Tschechischen Republik und die Ökumene. In: Beziehungen zwischen dem Ökumenischen Rat der Kirchen und seinen osteuropäischen Mitgliedskirchen – Herausforderungen, Chancen, Defizite. Berlin 1998, ISBN 3-931232-06-9, S. 118–126.
- Hans Joachim Iwand und die Christen in der Tschechoslowakei. In: Communio viatorum. A theological journal 41 (1999), S. 197–211.
- Ökumene aus der Perspektive von Prag. In: Der Ökumenische Rat der Kirchen in den Konflikten des Kalten Krieges. Kontexte – Kompromisse – Konkretionen (= Beiheft zur Ökumenischen Rundschau Nr. 70, herausgegeben von Heinz-Jürgen Joppien). Lembeck, Frankfurt a. M.: 2000, ISBN 3-87476-360-9, S. 199–206.
- Die tschechische (böhmische) Diakonie. In: Beiträge zur ostdeutschen Kirchengeschichte 5 (2002), S. 130–165.